# Lisbon (Louisiana)
Lisbon és una població dels Estats Units a l'estat de Louisiana. Segons el cens del 2000 tenia 162 habitants.

## Demografia
Segons el cens del 2000, Lisbon tenia 162 habitants, 69 habitatges, i 48 famílies. La densitat de població era de 4,8 habitants/km².
Dels 69 habitatges en un 24,6% hi vivien nens de menys de 18 anys, en un 55,1% hi vivien parelles casades, en un 11,6% dones solteres, i en un 30,4% no eren unitats familiars. En el 26,1% dels habitatges hi vivien persones soles el 14,5% de les quals corresponia a persones de 65 anys o més que vivien soles. El nombre mitjà de persones vivint en cada habitatge era de 2,35 i el nombre mitjà de persones que vivien en cada família era de 2,79.
Per edats la població es repartia de la següent manera: un 22,2% tenia menys de 18 anys, un 6,2% entre 18 i 24, un 24,1% entre 25 i 44, un 34% de 45 a 60 i un 13,6% 65 anys o més.
L'edat mediana era de 44 anys. Per cada 100 dones de 18 o més anys hi havia 106,6 homes.
La renda mediana per habitatge era de 41.667 $ i la renda mediana per família de 50.417 $. Els homes tenien una renda mediana de 36.250 $ mentre que les dones 19.375 $. La renda per capita de la població era de 18.943 $. Entorn del 3,6% de les famílies i el 6% de la població estaven per davall del llindar de pobresa.

## Poblacions més properes
El següent diagrama mostra les poblacions més properes.